# Ingrid Goude
Ingrid Goude, född 26 maj 1937 i Sandviken, är en svensk-amerikansk före detta skådespelare, fotomodell och skönhetstävlingsdeltagare.
Goude blev Fröken Sverige 1956 och fick följaktligen delta i Miss Universum samma år, Goude kom där på tredje plats. Hon fick likt ettan och tvåan i Miss Universum ett filmkontrakt med Universal Pictures. Goude sade upp sitt filmkontrakt efter 18 månader men hann medverka i ett antal film- och tv-produktioner.

## Filmografi
- I skuggan av ett mord (1958)
- Det svänger om oss (1958)
- De djärvas ranch (1958)
- Alla tiders gnägg (1958)
- Never Steal Anything Small (1959)
- The Killer Shrews (1959)
- Vi flyger till Rio! (1959)

## Personligt
Goude har varit gift tre gånger. Med sin andra make fick hon sonen Mark.